# Anthrax zonabriphagus
Anthrax zonabriphagus är en tvåvingeart som först beskrevs av Josef Aloizievitsch Portschinsky 1895.  Anthrax zonabriphagus ingår i släktet Anthrax och familjen svävflugor. Inga underarter finns listade i Catalogue of Life.